# كريستيان فيلانويفا
كريستيان فيلانويفا (بالإسبانية: Cristian Villanueva)‏ هو لاعب كرة قدم أرجنتيني في مركز الدفاع، ولد في 25 ديسمبر 1983 في مدينة جنرال روكا، ريو نيغرو في الأرجنتين. لعب مع Club Villa del Parque ‏.

## وصلات خارجية
- كريستيان فيلانويفا على موقع قاعدة بيانات كرة القدم.إي يو (الإنجليزية)
- كريستيان فيلانويفا على موقع Soccerway.com (الإنجليزية)